# Giro di Campania 1941
Il Giro di Campania 1941, quindicesima edizione della corsa, si svolse il 27 luglio 1941 su un percorso di 227,2 km con partenza e arrivo a Napoli. Organizzato dal quotidiano Roma e aperto a professionisti e indipendenti, fu vinto dall'italiano Olimpio Bizzi, che completò il percorso in 7h39'40" precedendo in volata i connazionali Mario De Benedetti ed Osvaldo Bailo. Conclusero la prova 18 dei 39 ciclisti al via.

## Percorso
La gara prese il via dal Ponte della Maddalena a Napoli e attraversò nell'ordine Portici, Torre del Greco (km 9,8), Torre Annunziata, Scafati, Cava de' Tirreni, Vietri sul Mare, Salerno (km 49,3), Baronissi, San Severino Rota (km 65,3), Contrada, Avellino (km 84,7), Pratola Serra, il Passo Serra, San Giorgio del Sannio (km 121,6), Benevento (km 133,6), Montesarchio (km 153), Arpaia (km 162), Santa Maria a Vico (km 169), Maddaloni, Caserta, Santa Maria Capua Vetere, Aversa, Giugliano in Campania e Mugnano di Napoli. La gara si concluse, dopo il transito dai Colli Aminei e da Arenella, allo Stadio del Littorio al Vomero.

## Squadre e corridori partecipanti
Parteciparono alla prova le squadre d'industria italiane attive nella stagione 1941: la Bianchi, la Viscontea, l'Olympia, la Legnano, la Gloria e, con rappresentanti individuali, la Gerbi e la Frejus. Tra i favoriti per la vittoria finale venivano elencati Aldo Bini della Viscontea e Olimpio Bizzi, Adolfo Leoni e Cino Cinelli della Bianchi.

## Ordine d'arrivo (Top 10)
| Pos. | Corridore            | Squadra        | Tempo    |
| ---- | -------------------- | -------------- | -------- |
| 1    | Olimpio Bizzi        | Bianchi        | 7h39'40" |
| 2    | Mario De Benedetti   | Legnano        | s.t.     |
| 3    | Osvaldo Bailo        | Gerbi          | s.t.     |
| 4    | Glauco Servadei      | Gloria         | s.t.     |
| 5    | Giovanni Brotto      | V.C. Bassano   | s.t.     |
| 6    | Pietro Chiappini     | Olympia        | s.t.     |
| 7    | Luciano Succi        | Legnano        | s.t.     |
| 8    | Giordano Cottur      | Viscontea      | s.t.     |
| 9    | Francesco Patti      | A.C. Trinacria | s.t.     |
| 10   | Giovanni De Stefanis | Bianchi        | s.t.     |